# Cerro Chachacomani (kulle)
Cerro Chachacomani är en kulle i Bolivia.   Den ligger i departementet Oruro, i den västra delen av landet, 400 km väster om huvudstaden Sucre. Toppen på Cerro Chachacomani är 4 393 meter över havet.
Terrängen runt Cerro Chachacomani är varierad. Trakten runt Cerro Chachacomani är nära nog obefolkad, med mindre än två invånare per kvadratkilometer.. 
Omgivningarna runt Cerro Chachacomani är i huvudsak ett öppet busklandskap.